# Augusta Hagberg
Erika Charlotta Augusta Hagberg, född den 29 januari 1863 i Uppsala, död den 17 juli 1939 i Stockholm, var en svensk journalist och översättare. Blott tre av hennes översättningar gavs ut i bok; majoriteten av hennes översättningar gick istället som följetonger i dagstidningar, bland annat i Lunds Dagblad (1905–1907). Sannolikt finns fler, ännu ej lokaliserade översättningar av hennes hand i dagspress. Hon översatte från engelska, franska, italienska, spanska och tyska.

## Biografi
Augusta Hagberg inledde sin yrkesgärning som språklärare vid Nisbethska flickskolan i Uppsala men flyttade 1894 till Stockholm, där hon verkade som journalist på Stockholms-Tidningen, Idun, Aftonbladet och Brokiga blad. Hon var anställd på Aftonbladets avdelning Brokiga Blad 1907–1928. Hagberg blev medlem i Publicistklubben 1898, något då ännu ovanligt för en kvinna.  
Hon var dotter till dramatikern och översättaren Theodor Hagberg och hans hustru Louise Jakobina von Schwerin. Också brodern Karl August Hagberg var verksam som journalist och översättare.

## Översättningar
- Margaret Deland: Pastor John Ward (John Ward, Preacher) (Beijer, 1890)
- Benito Perez Galdós: Marianela (Marianela) (Skoglund, 1894)
- Gabriele D'Annunzio: Dödens triumf (Il trionfo della morte) (Svanbäck, 1898)